# Громадська ліга Україна — НАТО
Громадська Спілка «Громадська Всеукраїнська Громадська Ліга Україна — НАТО» — всеукраїнська спілка громадських організацій, які поділяють євроатлантичні цінності, підтримують курс на набуття Україною повноцінного членства в НАТО. Ліга є добровільним об'єднанням та формою співпраці громадських організацій України, будує відносини з органами державної влади, які залучені до реалізації євроатлантичного курсу України, на партнерських засадах та принципах взаємодопомоги у досягненні спільних цілей.
Заснована 26 вересня 2003 року і об'єднує 66 громадських організацій України (станом на 2008 було 69).
Важливими завданнями Ліги є сприяння діяльності громадських організацій України, які діють в сфері співробітництва України з НАТО, а також сприяння підвищенню рівня обізнаності громадськості щодо діяльності НАТО.

## Історія
Вагому роль щодо формування Ліги «Україна — НАТО» відіграла Атлантична рада України, асоційований член Асоціації Атлантичного договору — організації, що прагне підтримувати діяльність НАТО й поширює інформацію про діяльність Північноатлантичного альянсу.
20 жовтня 2003 року в Українському домі в Києві відбулася І Всеукраїнська Асамблея громадських організацій «Україна — в НАТО: діємо разом!». Це був перший публічний захід ініційований новоствореною Лігою Україна — НАТО, до якої увійшло 26 неурядових організацій України. Першим головою Координаційної ради Громадської ліги Україна — НАТО став віце-президент Атлантичної ради України, науковий співробітник Військового інституту КНУ імені Т. Г. Шевченка Кокошинський Олег Аркадійович. На Асамблеї була презентована «Громадська стратегія підтримки інтеграції України в НАТО», яка стала програмним документом Ліги.
При Лізі був створений Громадський інформаційний центр «Україна — НАТО». Основним завданням організація поставила підвищення рівня обізнаності громадськості з діяльністю НАТО через співробітництво України з НАТО у сфері інформації, включаючи співпрацю з Центром інформації і документації НАТО в Україні, який надає консультативну та фінансову підтримку і сприяє проведенню різних заходів організаціями, що належать до її складу, зокрема конференцій, семінарів, круглих столів тощо.
Вищим керівним статутним органом Спілки є Асамблея (Загальні збори членів Спілки), які проводиться щороку і приймають рішення з усіх напрямків діяльності Ліги.
У 2005 році Громадська ліга Україна — НАТО започаткувала педагогічні проекти з метою інформування вчителів, батьків та учнів про євроатлантичну інтеграцію на прикладі досвіду Польщі. Перший проект із Асоціацією керівників шкіл України запозичив досвід польського освітнього пакету «Польща в НАТО». У 2006—2009 роках разом з українськими та польськими державними установами (Міністерство освіти і науки України, Міністерство національної освіти Польщі, Міністерство закордонних справ України, Міністерство закордонних справ Польщі, Посольство Польщі в Україні) проводила міжнародний конкурс для учнів «Безпечна Україна. Безпечна Європа. Безпечний світ», запозичуючи досвід польського «Безпечна Польща. Безпечна Європа. Безпечний світ». У рамках цього конкурсу паралельно з заходами для учнів (дні НАТО та ЄС, дебати, ігри, тести, конкурси есе) проходили й тренінги для дорослих, що супроводжували дітей (учителів, батьків і представників, громадськості). Учасників останнього етапу запрошував на прийом польський посол Яцек Ключковський, переможців запрошували разом з переможцями польського конкурсу до Штаб-квартири НАТО в Брюсселі, а їх роботи друкувалися та розповсюджувалися. Окрім цього, Громадська ліга Україна — НАТО спільно з українськими партнерами (зокрема, Міжнародним фондом «Відродження»), посольствами Польщі та Словаччини) проводили тренінги для педагогів.
Навесні 2006 року відбулося три сесії IV Асамблеї Громадської ліги. Вона проходила під гаслом «Роль суспільства в здійсненні стратегічного євроатлантичного інтеграційного курсу України». У роботі Асамблеї взяли участь представники посольств країн-членів НАТО та неурядових організацій, які є партнерами Ліги. Ліга поповнилася тринадцятьма організаціями-членами. 27 квітня 2006 року головою Координаційної ради Ліги Україна — НАТО був обраний президент Всеукраїнської громадської організації «Демократична дія», кандидат політичних наук Джердж Сергій Федорович.
12 березня 2007 на IV Асамблеї Громадської ліги Україна — НАТО «Роль суспільства в здійсненні стратегічного євроатлантичного інтеграційного курсу України», в ході якої Ліга поповнилася тринадцятьма організаціями-членами, було прийнято заяву Ліги щодо референдуму про вступ України до НАТО, ухвалено концепцію «Мережа партнерства Україна — НАТО».
У 2007 року Громадська ліга Україна — НАТО за підтримки Міністерства закордонних справ України розпочала розробку концепції всеукраїнської мережі, метою якої було посилення взаємодії між експертами з питань безпеки та верствами громадянського суспільства України і країн-членів Альянсу для формування свідомої громадянської позиції щодо державної політики євроатлантичної інтеграції України. Нині мережа є відкритою міжнародною недержавною системою між неурядовими громадськими організаціями та країн-членів НАТО для встановлення контактів, обміну досвідом, поширення інформації та вивчення суспільної думки у сфері безпеки й оборони.
У липні 2007 року в рамках святкування 10-ї річниці Хартії про особливе партнерство між Україною та Організацією Північноатлантичного договору представники ліги на чолі з Сергієм Джерджем встановили прапор НАТО на вершині Говерли
На IX Асамблеї, яка пройшла у 2012 році за сприяння Центру інформації та документації НАТО в Україні, взяли участь 150 представників громадських організацій та державних органів влади, представники дипломатичних місій та військовослужбовці, понад 25 представників ЗМІ. Ліга презентувала «Громадську комунікативну стратегія сприяння співробітництву України з НАТО», яка спрямована на поліпшення поінформованості українського суспільства з питань євроатлантичного співробітництва..
Схвалені на Асамблеї положення стали частиною Річної національної програми співробітництва України з НАТО і їх було рекомендовано до впровадження як одну із середньострокових цілей щодо роботи з інформування громадськості про співробітництво України з Альянсом.
2 липня 2015 року відбулась XI Всеукраїнська Асамблея громадських організацій «Україна — в НАТО» на тему: «Україна та НАТО: спільна протидія гібридній війні», у якій взяли участь представники органів державної влади (зокрема, Міністерства оборони України та РНБО), громадськості (освітяни, науковці, експерти, громадські діячі) та НАТО (зокрема, радник-посланник Посольства Литви в Україні). На цій Асамблеї була прийнята нова редакція статуту
У 2019 році фокусом організації була робота в регіонах задля інформування різних груп населення, зокрема, військовослужбовців, молоді та осіб літнього віку.

## Координаційна рада
Координаційна рада є одним із статутних органів Ліги, завданням якого є сприяння забезпеченню координації дій як з державними органами та установами, які залучені до реалізації євроатлантичного курсу України, так і з об'єднанням неурядових організацій, що є частиною Ліги.
Головою Координаційної ради є Сергій Джердж.

### Члени
- Кучерів Ілько Ількович (2003—2010)[20].